# Prva Liga 1926
In Prva Liga 1926 werd het vierde seizoen gespeeld van de Prva Liga, de hoogste voetbalklasse van Joegoslavië. Het werd een knockoutfase met 7 teams. Građanski Zagreb won het voor tweede keer.

## Deelnemende Clubs
- Jugoslavija Beograd
- FK Bačka 1901
- HNK Hajduk Split
- SAŠK Napredak
- Olimpija Ljubljana
- Slavija Osijek
- Građanski Zagreb

## Kwartfinale
| Wedstrijden           | Datum | Thuis team          | Score | Uit team           |
| --------------------- | ----- | ------------------- | ----- | ------------------ |
| 1                     | ?     | Jugoslavija Beograd | 12–2  | FK Bačka 1901      |
| 2                     | ?     | HNK Hajduk Split    | 2-1   | SAŠK Napredak      |
| 3                     | ?     | Građanski           | 7–1   | Olimpija Ljubljana |
| Slavija Osijek (pass) |       |                     |       |                    |

## Halve finale
| Wedstrijden | Datum | Thuis team          | Score | Uit team       |
| ----------- | ----- | ------------------- | ----- | -------------- |
| 1           | ?     | Jugoslavija Beograd | 5-1   | Hajduk         |
| 2           | ?     | Građanski           | 7-0   | Slavija Osijek |

## Finale
| Wedstrijden | Datum | Thuis team | Score | Uit team            |
| ----------- | ----- | ---------- | ----- | ------------------- |
| 1           | ?     | Građanski  | 2-1   | Jugoslavija Beograd |

## Topscorer
- 8 Doelpunten : Dušan Petković (Jugoslavija Beograd)
- 6 doelpunten : Franjo Giler (Građanski Zagreb)
- 5 doelpunten : Dragan Jovanović (Jugoslavija Beograd)

1923 · 1924 · 1925 · 1926 · 1927 · 1928 · 1929 · 1930 ·  1931 · 1932 · 1933 · 1934/35 · 1935/36 ·  1936/37 · 1937/38 · 1938/39 · 1939/40 · 1940/41 ·  1941/42 · 1942/43 · 1943/44 · 1944/45 · 1945 · 1946/47 · 1947/48 · 1948/49 ·  1950 · 1951 · 1952 ·  1952/53 · 1953/54 · 1954/55 · 1955/56 · 1956/57 · 1957/58 · 1958/59 · 1959/60 · 1960/61 · 1961/62 · 1962/63 · 1963/64 · 1964/65 · 1965/66 · 1966/67 · 1967/68 · 1968/69 · 1969/70 · 1970/71 · 1971/72 · 1972/73 · 1973/74 · 1974/75 · 1975/76 · 1976/77 · 1977/78 · 1978/79 · 1979/80 · 1980/81 · 1981/82 · 1982/83 · 1983/84 · 1984/85 · 1985/86 · 1986/87 · 1987/88 · 1988/89 · 1989/90 · 1990/91 · 1991/92